# Seconde Guerre mondiale sur la Côte d'Azur
Le département des Alpes-Maritimes est particulièrement touché par la Seconde Guerre mondiale, en raison de l'entrée en guerre de l'Italie qui engage les hostilités contre la France le 10 juin 1940.
Le 10 juillet 1940, l'Assemblée nationale vote les pleins pouvoirs à Pétain. Pour les Alpes-Maritimes, les députés Léon Baréty et Jacques Bounin et les sénateurs Louis Louis-Dreyfus et Jean Médecin votent pour, tandis que le député Jean Hennessy vote contre. Enfin trois députés, Édouard Jonas, qui a quitté la France pour les États-Unis en juin 1940, et les communistes Virgile Barel et Henri Pourtalet, qui sont emprisonnés depuis l'automne 1939, ne prennent pas part au scrutin.
Le Conseil général est supprimé et remplacé par une commission administrative dont les membres sont nommés par le ministère de l'Intérieur. Les maires des villes de plus de 2 000 habitants sont également nommés par le gouvernement. À Nice, Jean Médecin est confirmé dans ses fonctions.
La première section départementale de la Légion française des combattants est créée à Nice le 5 octobre 1940. À la fin de l'année 1941, elle compte 50 000 adhérents.

## 1940-1943: occupation italienne
Le 10 juin 1940 Mussolini déclare la guerre à la France. Il veut récupérer Nice et sa région puis atteindre Marseille. Mais rapidement son offensive est brisée par la résistance de l'armée alpine.
Du 10 au 25 juin 1940, les batailles pour l’« occupation annexion » entre Fontan et Menton ont lieu. À l'issue de la bataille des Alpes, les forces italiennes occupent Menton, Fontan dans la Moyenne-Roya, Isola, les hameaux stéphanois de La Blache et Douains, dans la Haute-Tinée, Le Bourguet, Saint-Sauveur-sur-Tinée, Rimplas, Valdeblore, Saint-Martin-Vésubie, Roquebillière, Belvédère, Saorge, Breil-sur-Roya, Sospel et Castellar.
Les Italiens déploient jusqu'à 142 000 soldats dans les Alpes-Maritimes.
Le décret du 12 octobre 1940 instaure une nouvelle organisation des bureaux dans les Alpes-Maritimes, ainsi que la répartition des opérations entre le cabinet du préfet, les secrétariats généraux et les différents services. À partir de cette date, le comté est composé du cabinet départemental (cabinet et bureau de la défense passive) et de deux secrétariats généraux : le secrétariat administratif général et le secrétariat général de la police. Le secrétariat général de l'administration est composé de trois départements et les contrôle : le premier département est responsable de l'assistance et de la santé publique, le deuxième secteur concerne les finances, la gestion du secteur, les travaux publics et les transports, et le troisième secteur concerne la gestion municipale, les associations caritatives, l'agriculture, l'éducation publique, les affaires militaires et les élections. Le secrétariat général de la police est composé du quatrième service et du service de contrôle. Il s'agit des services de police (police d'État, police générale, passeports, expulsion et naturalisation), des services d'identification des étrangers, du travail, des fournitures et du contrôle des prix. Le 6 novembre 1940, le ministère des Affaires intérieures du gouvernement de Vichy fait une déclaration encourageant les États à se réformer et à se réorganiser pour unifier les différents États (pour lutter contre « les pratiques empiriques et chaotiques qui ne sont pas propices à une bonne administration »).
Le 8 novembre 1942, les troupes américaines et anglaises débarquent en Afrique du Nord. Le 11 novembre, les Allemands occupent la zone libre, le 27, la flotte française se saborde à Toulon. Les Italiens occupent les Alpes-Maritimes, le Var, les Hautes et Basses-Alpes, l'Isère, la Drôme, la Savoie et la Haute-Savoie, ils traversent Monaco et Nice et se déploient de Bandol à Menton.
Si les Italiens ne poursuivent pas les Juifs dans le département, ils mènent des rafles de résistants et de réfugiés antifascistes italiens en France. Un camp d’internement est créé à Sospel comme d’autres à Castellane et Embrun. Dans les neuf mois qui suivent l'occupation, de multiples attaques sont organisées par la Résistance contre l'armée italienne. Le 16 août 1943, pour cause de soulèvement, de sabotage, de pillage de produits militaires et de terrorisme, un couvre-feu complet est imposé aux territoires occupés. La possession d'armes, la provocation de soldats italiens, l'incitation à déserter et l'outrage à la nation italienne provoquent la condamnation à l'emprisonnement.
Le 8 septembre 1943, après la signature de l'accord d'armistice de Cassibile entre l'Italie et ses alliés, les Allemands contrôlent le territoire précédemment occupé par les Italiens en France.

## 1943-1944: occupation par la Wehrmacht
De septembre à octobre 1943, l'Allemagne nazie n'occupe qu'une partie de la Côte d'Azur. En octobre 1943, l’Allemagne réussit à l’occuper entièrement. Le sud de la France n'étant pas occupé par l'Allemagne au début de la guerre, beaucoup de Juifs s’étaient réfugiés dans les Alpes-Maritimes pour échapper aux Nazis. L'arrivée des allemands a donc drastiquement changé la situation dans les Alpes-Maritimes. Le département est petit à petit soumis à un régime similaire à celui du nord du pays, où les Juifs commencent à être fortement persécutés. De plus la Wehrmacht fortifie intensivement le littoral (de Théoule à Menton) pour éviter un éventuel débarquement des Alliés. Elle installe des barrages antichars, des champs de mines tout au long du littoral azuréen (plus de 100 000 mines y ont été posées), des blockhaus ou casemates éparpillés dans les collines niçoises, des bunkers, installés dans des immeubles desquels les habitants sont chassés, et des murets de béton barrant la Promenade des Anglais à Nice et la Croisette à Cannes.
L'armée allemande construit également un champ d'aviation là où se situe aujourd'hui l'aéroport de Nice. Ces fortifications rendent encore plus difficile le ravitaillement.
Pour pouvoir contrôler le territoire, la Wehrmacht s'installe à l'hôtel Excelsior et le jour même, le 10 septembre 1943, la persécution des Juifs par la Gestapo commence.
Dans le convoi 60 de Drancy vers Auschwitz partent 1000 déportés, dont 460 viennent de Nice. De même, en octobre et novembre 1942, il y en aura 450 dans le convoi 61, dont Arno Klarsfeld, le père de Serge, et 330 dans le 62, dont Roman Joffo, dont le fils Joseph sera l’auteur du « Sac de billes ». Tristan Bernard, lui, également arrêté à Cannes, et transféré à Drancy, est libéré grâce à l’intervention de Sacha Guitry et d’Arletty auprès des autorités allemandes.
De l’arrivée de l’équipe Brunner à Nice, à son départ en décembre 1943, 2142 Juifs sont arrêtés et enregistrés à l’Hôtel Excelsior. (...) Au total, dans le département des Alpes maritimes, 3612 Juifs, dont plus de 400 enfants, ont été envoyés à la mort. Le mur des déportés de Nice, inauguré en 2020, comprend 3603
noms .
Du 14 au 15 août 1944, les forces américaines débarquent sur la côte provençale avec l'aide des forces de Résistance. Elles avancent au fur et à mesure en créant un front de combat et libèrent la côte azuréenne en allant vers Nice. Le 27 août 1944, les Niçois commencent à se rebeller contre la Wehrmacht, ce qui crée des tensions. Le 28 août 1944, les Niçois passent à l'action et gagnent du terrain contre la Wehrmacht qui répond par une action de violence en bombardant la ville et son port. Ce jour marque un moment important pour la libération des Alpes-Maritimes.

## Collaboration
La mise en place du régime de Vichy est dans l'ensemble accueillie avec enthousiasme par les autorités et beaucoup d’habitants du département. Cette attitude s’explique principalement par les craintes que suscitent les revendications territoriales italiennes sur le sud-est de la France.
Les partis collaborationnistes y trouvent un grand écho comme la Légion française des combattants du département. Elle compte à ses débuts plus de 50 000 adhérents c’est-à-dire un peu moins de 10 % de la population totale. Nice reçoit même le qualificatif de « fille aînée de la Révolution Nationale ». À partir de 1940, les actions types des collaborationnistes rentrent en vigueur comme la propagande et les actions antisémites. On observe néanmoins que l’adhésion locale à ces pratiques s’essouffle rapidement. Les exactions violentes des milices comme celles dites du Service d'ordre légionnaire fondé en 1941 et son antisémitisme sont de plus en plus mal perçues.
Ceci n’empêche pas une accélération de la collaboration qui se manifeste en août 1942 par une rafle de Juifs étrangers. Selon l’historien Jean-Louis Panicacci, « cet épisode marque un tournant incontestable dans l’évolution de l’opinion azuréenne par son caractère odieux ».
La collaboration dans les Alpes-Maritimes se manifeste aussi par la délation et la lutte contre la Résistance. En juillet 1944, deux résistants militants, M. Grassi et M. Torrin sont pendus par les Nazis, à la suite d’une dénonciation, en plein centre-ville de Nice, en bas de l’avenue de la Victoire (aujourd’hui nommée avenue Jean-Médecin), leur corps restant exposés 3 heures durant à la vue de centaines de passants. Ceci n’empêche pas la montée en puissance de la contestation de l’occupant et le soutien populaire aux maquisards.
Les Alpes-Maritimes ont été particulièrement touchées par la guerre : 1 136 soldats tués, 222 résistants exécutés, 918 civils tués, 1 930 déportés non revenus et 1 477 invalides.

## Presse locale
Pendant la guerre, les opinions publiques sont manipulés par les autorités. Les organes d'information sont soumis à la propagande et à la censure pour les empêcher d'influencer le déroulement des opérations. Les journaux représentent une image idéologique de la guerre pour motiver la population et pour éviter la démoralisation. La propagande est généralisée pour créer une guerre psychologique.

### Sous l'Occupation
L’arrivée du régime de Vichy et de l’occupation allemande dans les Alpes-Maritimes change radicalement la presse locale. La défaite a un impact dévastateur sur la presse. Le papier devient rare et le prix des journaux augmente. La presse devient limitée et est soumise à des consignes spécifiques. Elle est utilisée comme un outil de propagande par l'ensemble des institutions et n’est pas digne de confiance. En outre, la radio, qui gagne en popularité, concurrence les journaux.  
Deux zones distinctes apparaissent : la zone nord, sous le contrôle de l’Allemagne, et la zone sud, contrôlée par Vichy jusqu’à 1942. La presse dans ces deux zones est influencée par les deux occupants et est utilisée à leur avantage. L'Éclaireur de Nice et du Sud-Est et Le Petit Niçois, deux journaux qui suivent le régime de Vichy, sont publiés quotidiennement. L'Alerte de Léon Bailby est un exemple de presse collaborationniste qui apparaît en 1940.
Cependant, la Résistance rédige également des journaux, interdits, et les vend de manière secrète dès 1940. Cela représente 1 000 titres, qui peuvent être vendus de quelques dizaines jusqu’à plusieurs milliers d’exemplaires (par exemple Le Cri des Travailleurs et Combat).

### Après la guerre
Après la guerre, les journaux ayant continué à paraître sous contrôle allemand sont supprimés. Dans les Alpes-Maritimes, Le Petit Niçois et L’Éclaireur, qui ont continué à paraître après l’occupation de la zone sud, sont interdits en septembre 1944 et leurs biens sont placés sous séquestre.
Dès la Libération, les résistants prennent possession des imprimeries et créent de nouveaux titres. Combat est l’organe du mouvement modéré portant le même nom ; L’Espoir représente le parti socialiste SFIO ; Le Cri, rapidement remplacé par L’Aurore, porte les couleurs du parti communiste ; Le Patriote Niçois est dirigé par Virgile Barel, figure locale du Parti communiste. Les chrétiens publient le quotidien La Liberté.
Après la disparition de La Liberté dès 1947 et de L’Éclair (1948-1949), tentative éphémère d’un ancien dirigeant de L’Éclaireur de Nice, trois quotidiens se partagent la clientèle du département sous la Quatrième République : Nice-Matin, dont le premier numéro paraît le 15 septembre 1945, succède à Combat. L’Espoir, d’inspiration socialiste, et Le Patriote, communiste, sont ses grands concurrents.

## Vie quotidienne sous l'occupation

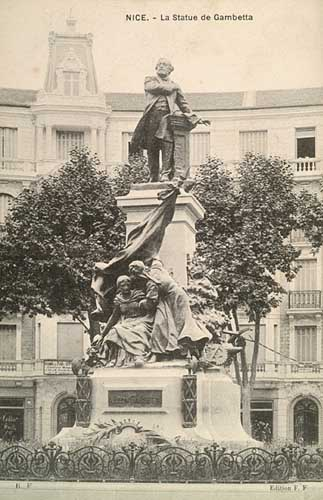
Monument en bronze de Léon Gambetta à Nice, détruit par les allemands en 1943, afin d'en récupérer les métaux.

### Pénuries et rationnement
Dans les Alpes-Maritimes comme sur l'ensemble du territoire, les Français vivent difficilement sous l’Occupation. Plusieurs pénuries sont causées par les réquisitions massives des Allemands, le blocus instauré par les Britanniques, les entraves à la circulation des biens, des capitaux et des personnes dans un territoire fractionné en de multiples zones qui interrompt le commerce avec ses colonies. La raréfaction de certains aliments et matériaux se fait ressentir, comme celle du café ou du savon.
En 1940, des restrictions hebdomadaires sont instaurées : pas d’alcool les mardi, jeudi, vendredi, pas de charcuterie les jeudi et vendredi. Des rationnements sur les produits de première nécessité sont mis en place comme le pain, les pâtes, le riz, le sucre, le fromage, la viande… Les rations sont de plus en plus réduites, à peine 1 230 calories en moyenne par jour dans les grandes villes en 1941, 1 110 en 1942. L'absence de près de 1,8 million de prisonniers de guerre affecte les productions agricoles et industrielles, ainsi que le manque de matières premières, notamment de charbon et d'essence. Les voitures à gazogène et les bicyclettes prennent le relais des automobiles. L'économie française est systématiquement exploitée dans tous les secteurs : minier, industriel et agricole, fournissant minerai de fer, charbon, électricité, matériel automobile et aéronautique, nourriture ou encore produits chimiques.
Une carte de rationnement, délivrée par les mairies, comprend des instructions et des feuilles de dix coupons numérotés selon les produits, échangés contre des tickets de consommation.
Durant cette période, c'est bien la faim et le froid qui caractérisent la vie des Français.

### Marasme économique
L’économie française est exsangue durant toute la Seconde Guerre mondiale.
En plus de l'occupation des Alpes-Maritimes par l'armée allemande, de la perturbation des échanges entre zone occupée et non-occupée, des pénuries de matières premières, de la raréfaction des produits coloniaux, l'instauration du Service du travail obligatoire entraîne une perte de main-d’œuvre qualifiée dans la région.
Les Alpes-Maritimes vont connaître, à partir de la fin de l’année 1940, de gros problèmes économiques. La production agricole, étant trop insuffisante, ne permet pas le ravitaillement de toute la population, ce qui incite les pouvoirs à lancer des campagnes en faveur du retour à la terre. Les échanges avec l’Afrique du Nord qui se faisaient auparavant à partir du port de Nice sont de plus en plus limités. Les menaces italiennes d’annexion freinent les investissements. La population commence rapidement à se déplacer à vélo car le manque de carburant ne permet plus de se déplacer en automobile. Les gazogènes fonctionnant au bois sont rares et, par la même occasion, sont très peu efficaces. Dans l’impossibilité d’exporter, la parfumerie de Grasse écoule difficilement sa production. Les bâtiments tournent à 10 % de leur capacité d’avant-guerre. À la suite de cette guerre le tourisme devient presque inexistant et de nombreux hôtels de la côte ferment. Seuls les grands magasins restent ouverts mais seulement une partie de la journée.
Pour encadrer l’industrie qui prévoyait la fermeture des entreprises peu productives, un plan pour moderniser et nationaliser les entreprises est mis en place par le gouvernement de Vichy. La réorganisation économique générale pour les départements est entreprise. Chaque préfet organise un comité d’étude et de coordination des questions économiques dans le but de diminuer la raréfaction des matières premières et des commandes. Des travaux pour améliorer les voies de communication des Alpes-Maritimes sont entrepris. Certaines entreprises se reconvertissent dans la fabrication de gazogènes ou encore de vélos. Les entreprises du secteur de l’agro-alimentaire ou de l’hôtellerie tentent de survivre, d’autres agonisent comme les grands magasins ou les entreprises de radio-électricité. Les pénuries incitent également à l’innovation. Certains patrons tentent de promouvoir des inventions pour répondre aux besoins les plus urgents, tels que la fabrication de voitures électriques ou encore de chauffages solaires.

## Résistance
La Résistance est le mouvement qui comprend l’ensemble des hommes et des femmes de tous âges qui se battent contre l'action de l'occupant allemand. Autour du général de Gaulle, des Français se rassemblent, dès l’été 1940, pour combattre les forces de l’Axe et préparer l’avenir politique de la France.

### Mise en place
Au début de la guerre, les étrangers antifascistes, antinazis et républicains chassés de leur pays par les dictatures sont nombreux à se réfugier en Provence. Ils sont considérés comme « indésirables » par le régime de Vichy.
Dès l’été 1940, des individus et des petits groupes protestent contre l’Occupation et critiquent le régime de Vichy, notamment par la diffusion de tracts et brochures partout en Provence. Ces initiatives sont la première expression d’une résistance qui va s’affirmer et se développer tout au long de la période.
Des groupes se forment progressivement, réunis sous le nom de mouvements (construits souvent autour de la parution d’un journal), de réseaux (en lien avec la France libre ou les Alliés), mais aussi au sein d’autres organisations clandestines, syndicales ou politiques. Ils tentent, dans tous les départements de la région, d’informer et de mobiliser la population, de soutenir l’action de la France Libre et des Alliés sur le plan militaire, d’agir contre l’occupant ou encore de venir en aide aux personnes persécutées.
À partir d'août-septembre 1942, les Juifs étrangers sont déportés. Des organisations et des groupes, français ou étrangers, aident ces réfugiés. Ils tentent, par des moyens légaux ou non, de sauver ceux qui sont en danger en les cachant ou en les faisant sortir de France.

### Attentats et sabotages
À partir de l’occupation italienne, les formations paramilitaires de la Résistance (groupes francs dans les villes, maquis dans les zones rurales) organisent de nombreux attentats afin d'impressionner l’opinion publique et de démoraliser l’occupant. De la même manière, de nombreux sabotages sont entrepris afin de freiner la production de guerre et de perturber les communications : les voies ferrées sont coupées ; les usines fournissant des commandes aux Allemands sont endommagées. Le bilan s’établit à 404 attentats et sabotages entre 1941 et 1944.

## Vie quotidienne des Juifs
Entre 1940 et 1944, les lois anti-juives prises par le gouvernement de Vichy sont petit à petit appliquées à Nice et dans le département des Alpes-Maritimes. Au-delà des difficultés quotidiennes communes à tous les français, les Juifs sont soumis à une législation discriminatoire édictée par le gouvernement collaborationniste de Vichy : la loi portant statut des Juifs est promulguée dès 1940.
Cette loi instaure que toute personne issue de 2 ou 3 grands-parents juifs est considérée comme juive. Les Juifs français sont interdits d'exercer un certain nombre de professions (fonctionnaire, enseignant, journaliste, dirigeant de certaines entreprises, etc.) et ne peuvent pas voter, ni aller à l’hôpital.
Le 4 juillet 1942, le gouvernement de Vichy donne son accord pour la déportation des Juifs étrangers des deux zones du pays, dont 10 000 Juifs étrangers de la zone non occupée. 20 000 à 25 000 Juifs ont séjourné dans les Alpes-Maritimes de 1938 à 1944.
À partir du 2 juin 1941, tous les Juifs doivent être recensés. Cette mesure prescrit la déclaration d’identité de toute la famille, enfants et ascendance comprise, l’appartenance religieuse, l’activité professionnelle, la fortune. Le préfet des Alpes-Maritimes estime le nombre de Juifs dans le département à 15 000. Dans la région, Saint-Martin-Vésubie est depuis longtemps un lieu de villégiature connu. De ce fait, ce village possède un grand nombre de résidences et d’hôtels. Pour cette raison, ce bourg est choisi comme l'un des centres d’assignation à résidence pour les Juifs du département.

## Destructions
L'armée allemande et les bombardements alliés provoquent plusieurs destructions d'ampleur plus ou moins grande dans les Alpes-Maritimes.
A Cannes-La-Bocca dans la nuit du 11 au 12 novembre 1943, 131 bombardiers de la RAF y bombardent les industries .
détruisant 40 immeubles et en endommageant 288, entraînant 42 morts et 71 blessés.
Nice est aussi touchée durant l'occupation allemande jusqu'au 28 août 1944, jour où les Alliés libèrent les Alpes-Maritimes de l'emprise des Allemands qui détruisent alors le port. Pendant l'occupation de la ville, la Wehrmacht dépouille le casino de la Jetée-Promenade de tous ses cuivres, bronzes, statues, argenteries, câblages électriques et autres métaux susceptibles de servir en temps de guerre. Le bâtiment est finalement démoli en 1944 pour que l'on puisse récupérer son acier.
Le 26 mai 1944 a lieu l'opération militaire aérienne de bombardement qui cause entre 500 et 1 000 morts et blessés et détruit ou endommage 438 immeubles à Nice et Saint-Laurent-du-Var.
En août 1944, les Allemands font sauter à Gourdon les Chemins de fer de Provence situés à Pont-du-Loup. Les vestiges de cette ligne ferroviaire sont aujourd'hui observables.
Le village de Castillon est détruit en 1944 avant d'être reconstruit plus tard, en 1951, au lieu actuel.
Il y a également des destructions dans le Var, à Saint-Raphaël, occupée par les Allemands, où le Château d'Agay est détruit et où des bombardements alliés délabrent le viaduc d'Anthéor.